# 梁元浩
梁 元浩（リャン・ウォンホ、朝鮮語: 량원호）は、朝鮮民主主義人民共和国の政治家。朝鮮労働党中央委員会歴史研究所長、党中央委員会委員。

## 経歴
出生地や生年月日は不明。朝鮮労働党中央委員会歴史研究所副所長を経て、2017年10月7日に開催された朝鮮労働党中央委員会第7期第2回総会で歴史研究所所長に任命され、党中央委員会委員に補選された。
翌2018年6月23日に開催された姜健朝鮮人民軍初代総参謀長の生誕100周年記念中央報告会に参加した。